# Las Flores, Hidalgo
Las Flores är en ort i Mexiko.   Den ligger i kommunen Mineral de la Reforma och delstaten Hidalgo, i den sydöstra delen av landet, 80 km nordost om huvudstaden Mexico City. Las Flores ligger 2 346 meter över havet och antalet invånare är 525.
Terrängen runt Las Flores är platt åt sydost, men åt nordväst är den kuperad. Runt Las Flores är det ganska tätbefolkat, med 90 invånare per kvadratkilometer. Närmaste större samhälle är Pachuca de Soto, 8,1 km norr om Las Flores. Trakten runt Las Flores består till största delen av jordbruksmark.